# Vă vom îngropa

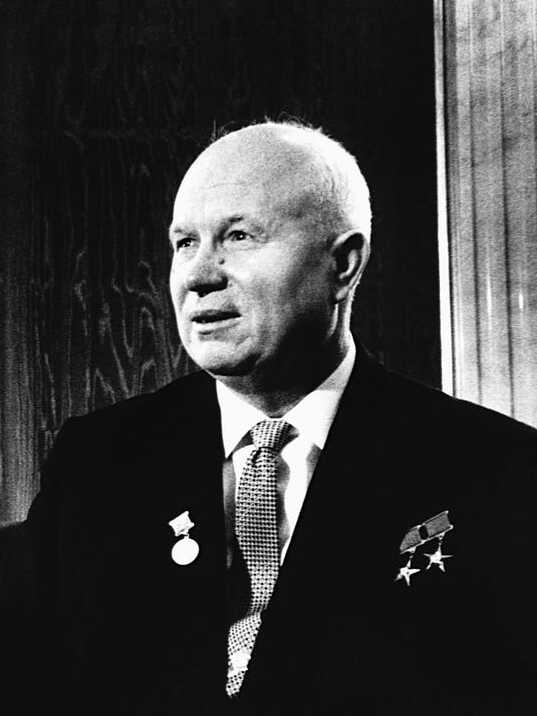
Nikita Hruşciov, 1961

„Vă vom îngropa!" (în limba rusă: "Мы вас похороним!") a fost o frază faimoasă folosită de premierul sovietic Nikita Hrușciov adresându-se ambasadorilor occidentali la recepția dată la ambasada Poloniei de la Moscova la 18 noiembrie 1956.
De fapt contextul în care a rostit Hrușciov fraza a fost în sensul: „Indiferent că vă place, sau nu, istoria este de partea noastră”.
În primul său discurs public ulterioară Hrușciov a declarat: "[...] Trebuie să luăm o lopată, să săpăm un mormânt adânc, și îngropăm colonialismul atât de adânc, cât putem".
Ulterior în discursul său în Iugoslavia din 24 august 1963, Hrușciov a remarcat că „am spus odată, că „vă vom îngropa" și am avut probleme din cauza asta. Desigur, nu vă vom îngropa cu lopată.. . Propria voastră clasă muncitoare vă va îngropa." 
Cu toate că Hrusciov a repetat și a clarificat mesajul său, mulți americani au interpretat mesajul său ca o amenințare nucleară.